# كيث هوبكينز
كيث هوبكينز (بالإنجليزية: Keith Hopkins)‏ هو مؤرخ بريطاني، ولد في 20 يونيو 1934، وتوفي في 8 مارس 2004.